# Tarany
Tarany ist eine ungarische Gemeinde im Kreis Nagyatád im Komitat Somogy.

## Geografische Lage
Tarany liegt zweiundvierzig Kilometer südwestlich des Komitatssitzes Kaposvár und sieben Kilometer südwestlich der Kreisstadt Nagyatád. Nachbargemeinden sind Háromfa, Bélavár und Somogyudvarhely.

## Geschichte
Im Jahr 1913 gab es in der damaligen Kleingemeinde 283 Häuser und 2371 Einwohner auf einer Fläche von 8982 Katastraljochen. Sie gehörte zu dieser Zeit zum Bezirk Nagyatád im Komitat Somogy.

## Gemeindepartnerschaft
- Blatná na Ostrove, Slowakei, seit 2008

## Sehenswürdigkeiten

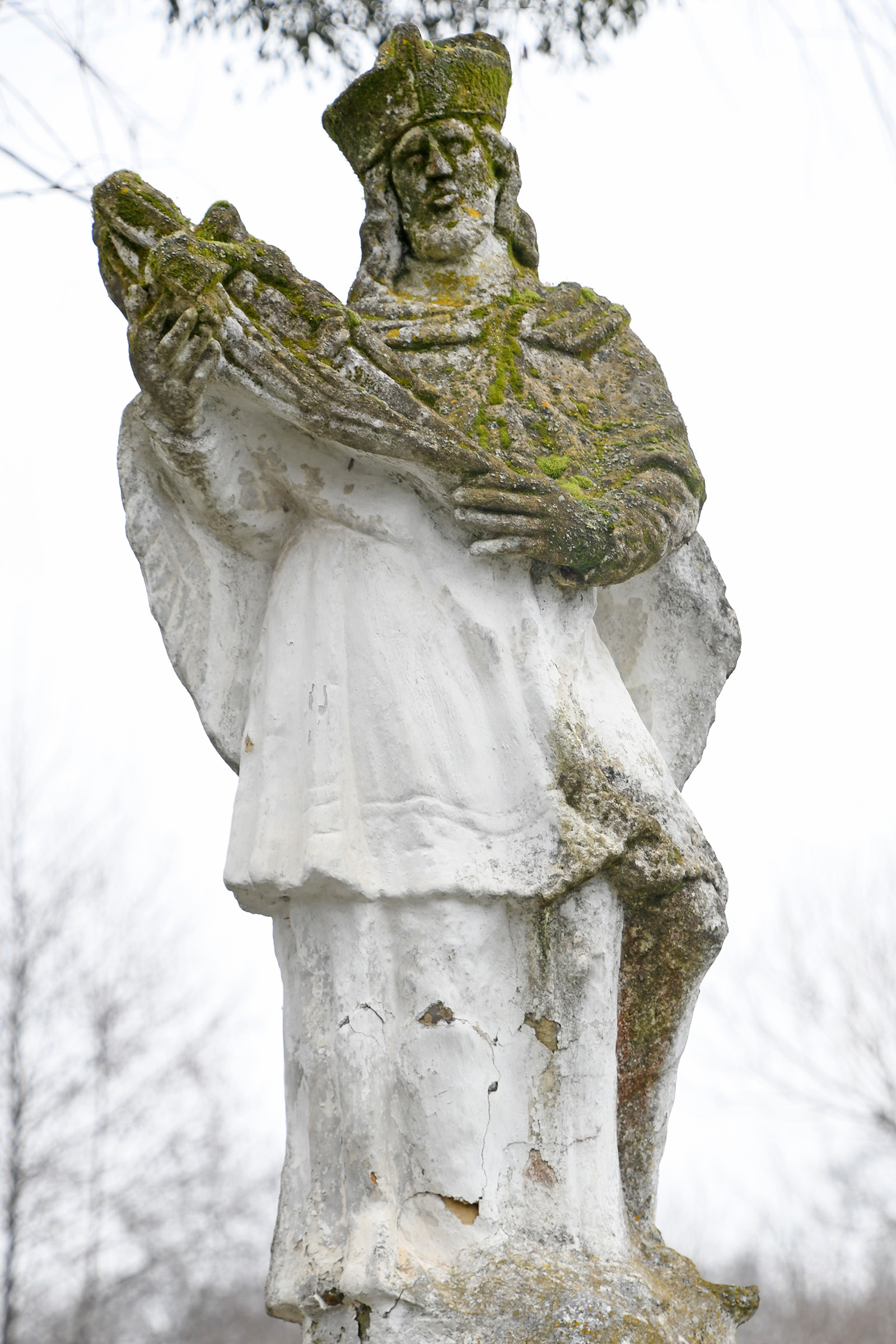
Nepomuki-Szent-János-Statue

In Tarany befindet sich die römisch-katholische Kirche Keresztelő Szent János, die im Jahr 1763 im Barockstil erbaut wurde. In der Kirche sind Fresken von Stephan Dorfmeister zu sehen. An der Brücke über den Fluss befindet sich eine Nepomuki-Szent-János-Statue aus dem Jahr 1811.
Der Wein von Tarany ist berühmt, man nennt ihn Buncek. Jedes Jahr wird das Buncek-Festival veranstaltet.

## Verkehr
Tarany ist nur über die Nebenstraße Nr. 68104 zu erreichen. Es bestehen Busverbindungen nach Nagyatád, wo sich der  nächstgelegene Bahnhof befindet.